# منتخب سلوفاكيا لكرة القدم الشاطئية
منتخب سلوفاكيا لكرة القدم الشاطئية (بالسلوفاكية: Slovenské národné družstvo plážového futbalu mužov) هو ممثل سلوفاكيا الرسمي في المنافسات الدولية في كرة قدم شاطئية ، يديريه اتحاد سلوفاكيا لكرة القدم.